# Oscar Montero
Oscar Eduardo Montero (Caracas, 9 mei 1978) is een Venezolaans honkballer.
Montero speelde in 2008 voor de Bussumse vereniging HCAW. Hij gooit rechtshandig en kwam voor het eerst in de Nederlandse competitie uit op 27 april 2008 aan het eind van de wedstrijd tegen de Minolta Pioniers.
Montero tekende in 1996 een profcontract in de Verenigde Staten van Amerika bij de club Milwaukee Brewers. Hij speelde daar in 1998 en 1999 twee seizoenen in de Rookie League en werd daarna overgenomen door de Chicago Cubs waar hij uiteindelijk de Class A competitie behaalde. Hierna speelde Montero twee seizoenen in de Independent League en daarna tekende hij een contract bij de San Francisco Giants waarvoor hij in 2005 en 2006 in de Double A klasse uitkwam. In 2006 maakte Montero korte tijd deel uit van het hoofdteam van de Giants tijdens de voorjaarstrainingsperiode. Hij gooide toen een derde inning waar hij geen enkel tegenpunt kreeg. In maart van dat jaar werd hij echter alweer teruggeplaatst naar de Minor League afdeling en later ontslagen. Hiernaar speelde hij voor de Pensacola Pelicans die uitkomt in een van de Independent Leagues. Tussen 2004 en 2007 speelde Montero tevens gedurende de winterperiodes in zijn eigen land voor de Caribes de Anzoategui die uitkomt in de Venezolaanse Winter League.
In zijn in totaal tien seizoenen in de Minor League wierp Montero 475 2/3 innings in in totaal 291 wedstrijden. Hij werd het meest opgesteld als vervangend en afsluitend werper. Zijn werpgemiddeldes waren 528 maal drie slag, 278 maal vier wijd, hij kreeg 455 honkslagen en 234 verdiende tegenpunten. Zijn afsluitende puntengemiddelde in Amerika was 4.43 met dertig overwinningen en vijfendertig nederlagen.